# Non Fiction (The Blasters)
| Recensione              | Giudizio        |
| ----------------------- | --------------- |
| AllMusic                | [ 2 ]           |
| Robert Christgau        | A               |
| Sputnikmusic            | 4.0 (Excellent) |
| Piero Scaruffi          | [ 5 ]           |
| Dizionario del Pop-Rock | [ 6 ]           |
| 24.000 dischi           | [ 7 ]           |

Non Fiction è un album discografico del gruppo musicale rock statunitense The Blasters, pubblicato dall'etichetta discografica Slash Records nel maggio del 1983.

## Tracce

### LP
Lato A
1. Red Rose – 2:31 (Dave Alvin)
2. Barefoot Rock – 2:29 (Lu Charles Harper, Joseph Scott)
3. Bus Station – 2:31 (Dave Alvin)
4. One More Dance – 2:26 (Dave Alvin)
5. It Must Be Love – 2:54 (Dave Alvin)
6. Jubilee Train – 3:00 (Dave Alvin)

Lato B
1. Long White Cadillac – 2:54 (Dave Alvin)
2. Fool's Paradise – 2:44 (Dave Alvin)
3. Boomtown – 3:34 (Dave Alvin)
4. Leaving – 3:26 (Dave Alvin)
5. Tag Along – 2:53 (Joseph Delton Miller, Rodney Morgan)

## Formazione
- Phil Alvin - voce, chitarra, armonica
- Dave Alvin - chitarra solista
- Gene Taylor - pianoforte, voce (brano: Tag Along)
- John Bazz - basso
- Bill Bateman - batteria

Altri musicisti
- Lee Allen - sassofono tenore
- Steve Berlin - sassofono baritono

Note aggiuntive
- The Blasters - produttore
- Jim Hill - produttore associato
- Registrazioni effettuate nel gennaio del 1983 al Ocean Way Recording di Los Angeles, California (Stati Uniti)
- Jim Hill - ingegnere delle registrazioni
- Laura Livingston - secondo ingegnere delle registrazioni
- Mixaggio effettuato al The LightHouse Recorders di North Hollywood, California
- Hudson Marquez - art direction e illustrazione copertina album originale
- Frank Gargani - fotografie
- Art Fein - manager[8]

## Classifica
Album
| Anno | Classifica    | Posizione raggiunta |
| ---- | ------------- | ------------------- |
| 1983 | Billboard 200 | 95                  |